# سازمان صنایع پیشرفته اسرائیل
سازمان صنایع فناوری پیشرفته اسرائیل (به عبری: האיגוד הישראלי לתעשיות מתקדמות) یا IATI سازمان چتر برای صنایع فناوری پیشرفته و علوم زندگی در اسرائیل است. این سازمان شامل صندوق‌های سرمایه‌گذاری خطرپذیر، مراکز تحقیق و توسعه شرکت‌های چندملیتی، شرکت‌های کوچک و بزرگ محلی، شتاب‌دهنده‌های فناوری و تجاری، برنامه‌های تسریع برای شرکت‌های نوپا، شرکت‌های نو افرین (شتاب‌دهنده‌ها)، شرکت‌های تجاری‌سازی دانشگاه‌ها، بیمارستان‌ها، دانشگاه‌ها، ارائه‌دهندگان خدمات، شهرداری‌ها، شوراهای محلی و دیگران می‌باشد.
این انجمن یک سازمان غیرانتفاعی است که اهداف اعلام‌شده آن عبارتند از: «عمل کردن به‌عنوان سازمان چتر برای صنعت فناوری پیشرفته و علوم زندگی در اسرائیل، شامل افراد و شرکت‌هایی که در زمینه‌های فناوری پیشرفته مشغول تحقیق، توسعه و بازاریابی هستند، بررسی، آغاز، توسعه و حمایت از سیاست‌ها و اقداماتی که صنعت فناوری پیشرفته و علوم زندگی در اسرائیل را پیش ببرد.» از جمله فعالیت‌های این سازمان: ترویج آموزش فناوری (STEM)، کمک به حل مشکل کمبود نیروی انسانی ماهر و تشویق شرکت‌های فناوری جهانی (MNCs) به افتتاح مراکز تحقیق و توسعه در اسرائیل. این انجمن هدف خود را ادغام جمعیت‌های بخش‌دار (مانند زنان، یهودیان بسیار متدیین و اعراب) در صنعت فناوری پیشرفته اسرائیل و افزایش تنوع قرار داده است.
این انجمن کمیته‌هایی از رهبران صنعت را برای پیشبرد مسائل مختلف صنعتی و اجتماعی اداره می‌کند. کمیته‌های اصلی عبارتند از: کمیته صندوق‌های سرمایه‌گذاری خطرپذیر، کمیته وکلا و حسابداری، کمیته علوم زندگی، کمیته روابط دولتی، کمیته منابع انسانی، کمیته مالکیت معنوی، کمیته کنفرانس‌ها و کمیته حقوق مالکیت فکری.

## تاسیس سازمان
انجمن اسرائیلی صنایع پیشرفته به‌عنوان نتیجه ادغام انجمن صنعت فناوری پیشرفته (HTIA) و انجمن علوم زندگی اسرائیل (ILSI)، به ابتکار روسای وقت این دو اتحادیه تأسیس شد. راه‌اندازی رسمی در تاریخ ۱۷ ژانویه ۲۰۱۲  صورت گرفت و در تاریخ ۴ ژوین ۲۰۱۲ همان سال، این انجمن در دفتر ثبت انجمن‌ها ثبت شد. در مراسم افتتاح، خانم وکیل کارین مایر روبینشتین به‌عنوان مدیر اجرایی اتحادیه منصوب شد و گزارش شد که روسای سابق به‌عنوان روسای موقت ادامه خواهند داد تا روسای جدید برای یک دوره سه‌ساله انتخاب شوند.
در تاریخ ۷ ژوئیه ۲۰۱۲ ، برای اولین بار انتخابات داخلی برگزار شد. پس از استعفای روسای قبلی و عدم کاندیداتوری آن‌ها، یوآو چلوش به‌عنوان رئیس بخش فناوری پیشرفته و دکتر بنی زوی به‌عنوان رئیس بخش علوم زندگی انتخاب شدند. از آن زمان، هر سه سال یک‌بار انتخابات برگزار شده است که در آن دو رئیس برای همکاری مشترک در زمینه فناوری پیشرفته و علوم زندگی انتخاب می‌شوند. علاوه بر این، اعضای هیئت‌مدیره بر اساس نمایندگی کلیدی از زیرمجموعه‌های صنعت انتخاب می‌شوند و به‌طور فصلی ملاقات می‌کنند. در هیئت‌مدیره‌ای که در تاریخ ۲۶ اوگوست ۲۰۱۵  انتخاب شد، برای اولین بار یک نماینده مرد و یک نماینده زن از بخش بسیار متدین وجود داشتند.
== زمینه های فعالیت ==در راستای توسعه کسب‌وکار و بازاریابی و فعالیت‌های حمایتی برای شرکت‌های جدید، انجمن هر سال کنفرانس‌ها و سمینارهای حرفه‌ای برگزار می‌کند که به‌منظور برقراری ارتباطات و همکاری طراحی شده‌اند، و همچنین میزبان هیئت‌های بین‌المللی است. انجمن مدیران تحقیق و توسعه شرکت‌های بین‌المللی که در اسرائیل فعالیت می‌کنند و تحت سرپرستی انجمن عمل می‌کند، به‌عنوان نقطه کانونی برای همکاری بین شرکت‌های فناوری جهانی و نهادهای مربوطه در اسرائیل عمل می‌کند.
انجمن نماینده صنایع فناوری پیشرفته در سطوح سیاسی و حرفه‌ای وزارتخانه‌های دولتی و کمیته‌های کنست (قوه مقننه اسرائیل) است، از جمله وزارتخانه‌های دارایی، خزانه‌داری، آموزش و پرورش و دیگر وزارتخانه‌ها، همچنین مقامات محلی و مؤسسات علمی. در این چارچوب، انجمن اکوسیستم را هماهنگ و یکپارچه می‌کند، به‌عنوان مثال با آغاز پروژه‌های مشترک با دولت اسرائیل، از جمله مسابقه سایبری اسرائیل که در سال ۲۰۱۵ برگزار شد و رقابتی برای شناسایی شرکت‌های نوپا، شرکت‌های نو افرین، در دبیرستان ها تحت نظارت وزارت آموزش و پرورش. پروژه بلندمدت دیگری مربوط به تشویق سرمایه‌گذاری‌های محلی نهادی در شرکت‌های فناوری اسرائیل است.
انجمن شریک برنامه‌هایی برای آموزش سریع مهندسان و برنامه‌نویسان به‌منظور پاسخ به کمبود نیروی کار در فناوری پیشرفته است، طبق مدلی از همکاری بین نهادهای دولتی، سازمان نوآوری و بخش کسب‌وکار، مدلی که توسط شورای نوآوری در ژوئیه ۲۰۱۷  تأیید شده است.
علاوه بر این‌ها، انجمن گزارش‌هایی درباره وضعیت فناوری اسرائیل تهیه می‌کند. از جمله، انجمن در سال ۲۰۱۵ گزارشی درباره صنعت فناوری اطلاعات در اسرائیل منتشر کرد؛ گزارش علوم زندگی اسرائیل برای سال ۲۰۱۸؛ گزارشی درباره تأثیر صندوق‌های سرمایه‌گذاری خطرپذیر بر فناوری پیشرفته اسرائیل و همچنین گزارشی درباره تغییرات سیاست‌های مالیاتی برای شرکت‌های فناوری جهانی، مطابق با پروژه BEPS (پروژه تحلیل فرسایش پایه و انتقال سود) OECD برای سرمایه‌گذاری‌های خارجی در صندوق‌های سرمایه‌گذاری خطرپذیر اسرائیل و گزارشی که کمبود نیروی کار ماهر در صنایع فناوری اسرائیل را توصیف می‌کند.
1. ↑  "אז מה הם עושים שם באקסלרטור?". פורטל היזמות הישראלי. Retrieved 21 March 2018.
2. ↑  "IATI | 5p2". www.5p2.org.il. Retrieved 21 March 2018.
3. ↑  TheMarker. Retrieved 26 November 2015.
4. ↑  Calcalist. Retrieved 16 January 2014.
5. ↑  themarker. Retrieved 17 January 2012.
6. ↑  אנשים ומחשבים. Retrieved 6 September 2015.